# پاتواخالی
پاتواخالی (به لاتین: Patuakhali) یک منطقهٔ مسکونی در بنگلادش است که در ناحیه پتوکالی واقع شده‌است. پاتواخالی ۲۷٫۰۳ کیلومتر مربع مساحت و ۶۵٬۰۰۰ نفر جمعیت دارد.